# Strategische Bahn Mörtitz–Kospa
| |                      |                             |                             |
| Streckennummer (DB): | 6918                 |                             |                             |
| Streckenlänge: | 7,7 km               |                             |                             |
| Spurweite: | 1435 mm (Normalspur) |                             |                             |
| |                      |                             |                             |
| Betreiber: | NVA, DR              |                             |                             |
| Bundesland: | Sachsen              |                             |                             |
| \| \| \| von Pretzsch \| \| \| \| -0,72 \| Mörtitz (ehem. Bf) \| Mörtitz (ehem. Bf) \| \| \| -0,01 \| nach Eilenburg \| nach Eilenburg \| \| \| 0,31 \| BÜ Dübener Landstraße (S11) \| BÜ Dübener Landstraße (S11) \| \| \| 1,49 \| BÜ Stadtweg \| BÜ Stadtweg \| \| \| 1,5 \| Anschluss Vormontageplatz \| Anschluss Vormontageplatz \| \| \| 1,83 \| Streckenende \| Streckenende \| \| \| 2,45 \| geplante EÜ Mulde \| (160 m) \| \| \| \| Streckenende \| \| \| \| 3,92 \| BÜ Dorfstraße \| BÜ Dorfstraße \| \| \| 4,30 \| Durchlass Rietzschke \| Durchlass Rietzschke \| \| \| 5,05 \| BÜ Zscheppliner Landstraße \| BÜ Zscheppliner Landstraße \| \| \| 5,73 \| BÜ Rödgener Landstraße \| BÜ Rödgener Landstraße \| \| \| 7,66 \| von Eilenburg \| von Eilenburg \| \| \| 7,68 \| Awanst Kospa (auch Cospa) \| Awanst Kospa (auch Cospa) \| \| \| \| nach Halle \| \| |                      |                             |                             |
| |                      | von Pretzsch                |                             |
| ehemaliger Haltepunkt / Haltestelle | -0,72                | Mörtitz (ehem. Bf)          | Mörtitz (ehem. Bf)          |
| Abzweig ehemals geradeaus und nach links | -0,01                | nach Eilenburg              | nach Eilenburg              |
| Bahnübergang (Strecke außer Betrieb) | 0,31                 | BÜ Dübener Landstraße (S11) | BÜ Dübener Landstraße (S11) |
| Bahnübergang (Strecke außer Betrieb) | 1,49                 | BÜ Stadtweg                 | BÜ Stadtweg                 |
| Abzweig geradeaus und nach rechts (Strecke außer Betrieb) | 1,5                  | Anschluss Vormontageplatz   | Anschluss Vormontageplatz   |
| | 1,83                 | Streckenende                | Streckenende                |
| Brücke über Wasserlauf (Strecke außer Betrieb) | 2,45                 | geplante EÜ Mulde           | (160 m)                     |
| |                      | Streckenende                |                             |
| Bahnübergang (Strecke außer Betrieb) | 3,92                 | BÜ Dorfstraße               | BÜ Dorfstraße               |
| Brücke über Wasserlauf (Strecke außer Betrieb) | 4,30                 | Durchlass Rietzschke        | Durchlass Rietzschke        |
| Bahnübergang (Strecke außer Betrieb) | 5,05                 | BÜ Zscheppliner Landstraße  | BÜ Zscheppliner Landstraße  |
| Bahnübergang (Strecke außer Betrieb) | 5,73                 | BÜ Rödgener Landstraße      | BÜ Rödgener Landstraße      |
| Abzweig ehemals geradeaus und von links | 7,66                 | von Eilenburg               | von Eilenburg               |
| ehemalige Blockstelle | 7,68                 | Awanst Kospa (auch Cospa)   | Awanst Kospa (auch Cospa)   |
| |                      | nach Halle                  |                             |

Die Strategische Bahn Mörtitz–Kospa war eine zu militärischen Zwecken errichtete eingleisige Eisenbahnstrecke nördlich von Eilenburg in Sachsen. Sie verband die Nebenbahn Pretzsch–Eilenburg mit der Hauptbahn Halle–Cottbus und war als Doppelung der Muldebrücke Eilenburg vorgesehen. Die Strecke wurde in den 1980er-Jahren errichtet und bereits 1992 ohne Nutzung wieder stillgelegt. Gleisreste und das Planum der Trasse sind bis heute erhalten.

## Geschichte
Der Bau der Strecke begann um das Jahr 1980 und gehörte zu einer Reihe von militärischen Bahnprojekten der DDR im mitteldeutschen Raum wie etwa die Strecken Oschatz–Röderau, Trebsen–Neichen und Prettin–Dommitzsch. Zunächst erfolgte der Bau des Streckenteils von der Bahnstrecke Pretzsch–Eilenburg bis zum Ostufer der Mulde. Der längere Streckenteil vom Westufer bis zur Hauptbahn Halle–Cottbus gestaltete sich aufgrund der topographischen Verhältnisse aufwendiger. So musste dort bei der Trassierung das Mulde-Hochufer passiert werden. Um 1987/88 konnte die Strecke fertiggestellt werden. Ein etwa 500 Meter langes Streckenstück vor dem östlichen Flussufer sowie die Muldebrücke sollten zu Übungszwecken und im Kriegsfall von Pioniereinheiten der NVA errichtet werden. Dafür lagerten am Vormontageplatz sowie beim Haltepunkt Rotes Haus die Betonfertigteile der Brückenwiderlager, die Überbauten vom Typ ESB-16 sowie die benötigten Gleisjoche.

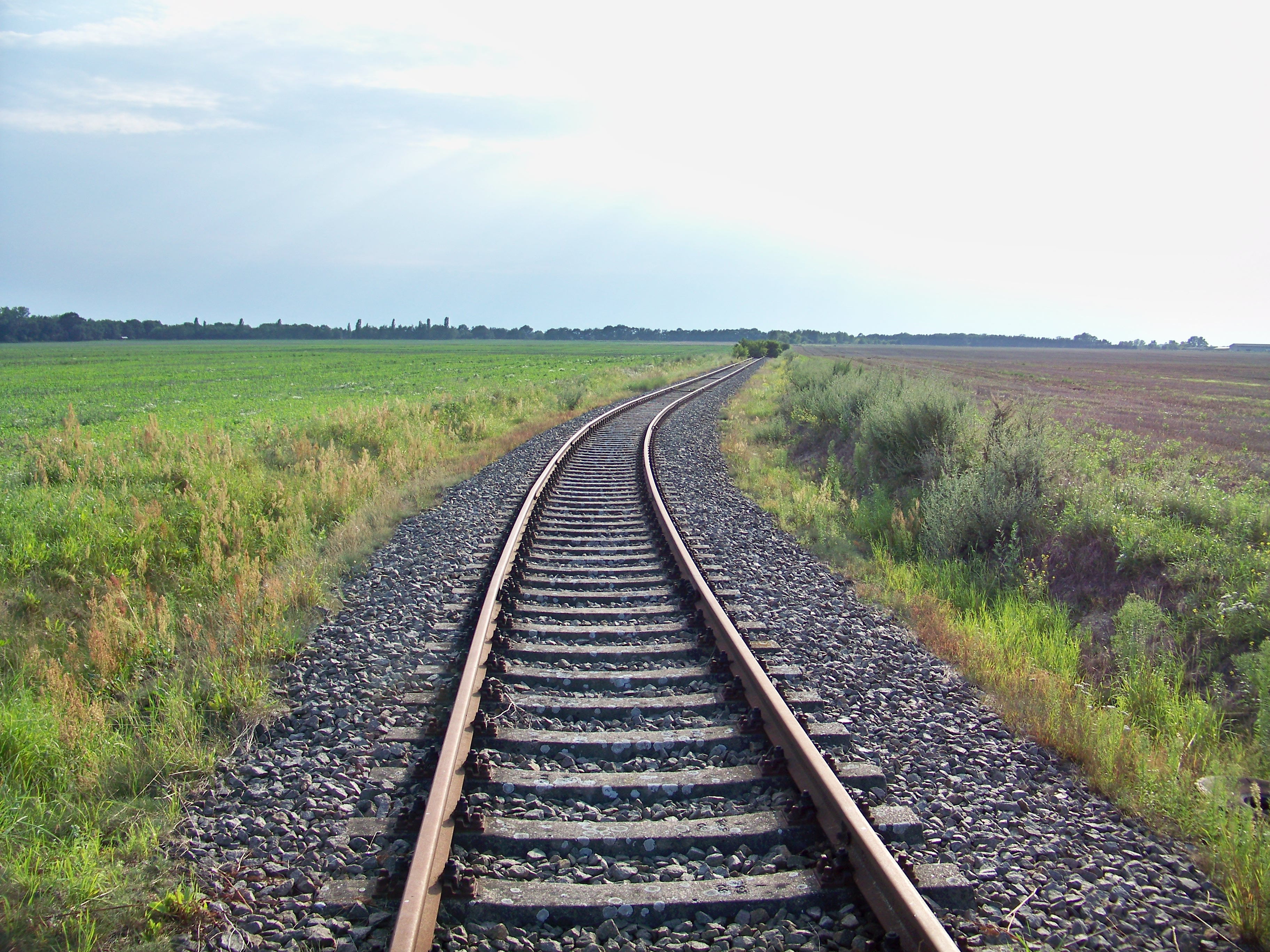
Streckengleis westlich des ehemaligen Bahnübergangs Dübener Landstraße mit Blick Richtung Westen (2011)

Mit der Wende 1989 war aber die strategische Bedeutung der Verbindung obsolet geworden, so dass die Strecke ihrer eigentlichen Bestimmung gemäß nie genutzt wurde. Stattdessen nutzte die Deutsche Reichsbahn das Gleis Anfang der 1990er-Jahre zur Abstellung ihrer in großer Zahl überflüssig gewordenen Güterwagen. In der Streckenliste der Reichsbahndirektion Halle waren die getrennten Streckenteile als Awanst Cospa [sic!] und Mörtitz Montagegleis verzeichnet. Ohne wesentliche Nutzung wurde die Strecke zum 1. Dezember 1992 stillgelegt. Beim Bau des Gewerbegebiets Am Schanzberg wurde das vorbeiführende Streckengleis westlich der Mulde vollständig abgebaut und im Verlauf der Trasse ein Brauchwasserkanal für die Papierfabrik angelegt. Der Streckenteil östlich der Mulde blieb zunächst erhalten. So bereiste am 19. Februar 2000 die „Interessengemeinschaft zur Bereisung von Straßenbahn- und Eisenbahnstrecken e. V.“ das stillgelegte Gleis mit einem Schienenbus der Baureihe 772 und gelangte bis zur damals bereits ausgebauten Weiche am Vormontageplatz. Heute existieren ausgehend von der Weiche am Pretzscher Streckengleis noch rund 1,1 Kilometer der Strecke, mittlerweile unterbrochen von der Staatsstraße 11. Am ehemaligen Vormontageplatz lagern noch heute die vorgesehenen Brückenwiderlager sowie an beiden Ufern die Auflager.

## Streckenbeschreibung
Die Strecke begann südlich des ehemaligen Haltepunkts Mörtitz und zweigte bei Kilometer 33,44 von der Bahnstrecke Pretzsch–Eilenburg in südwestliche Richtung ab. Sie kreuzte zunächst die Landstraße Eilenburg–Bad Düben und verlief dann auf gerader Strecke vorbei an Ackerflächen Richtung Mulde. Bei Kilometer 1,5 zweigte südlich der Ortslage Mörtitz ein Gleis zum Vormontageplatz ab. Die Strecke endete bei Kilometer 1,83. Im weiteren Verlauf bis zum Flussufer entstand eine Baustraße aus Beton, die den schnellen Aufbau des Gleises und der Brücke gewährleisten sollte. Auf der gegenüberliegenden Flussseite führte das Gleis weiter in südwestlicher Richtung. Nach Passieren der Dorfstraße bei Hainichen verlief das Gleis in einem Einschnitt und überwand dabei mit einem Anstieg von 1:53 einen Höhenunterschied von über 20 Metern. Nach Kreuzung der Zscheppliner Landstraße B 107 führte das Gleis wieder etwa höhengleich entlang von Ackerflächen bis zur Awanst Kospa, wo sie mit 125,9 Metern über NHN ihren höchsten Punkt erreichte. Nach 7,68 Kilometern endete die Strecke beim Streckenblock Kospa der Hauptbahn Halle–Cottbus.